# Manuil al II-lea al Constantinopolului
Manuil al II-lea (în greacă Μανουήλ Β΄, transliterat: Manouil 2; n. secolul al XII-lea – d. 1254) a fost un cleric ortodox grec, care a îndeplinit funcția de patriarh ecumenic al Constantinopolului între anii 1244 și 1254.

## Biografie
Originea sa nu este cunoscută cu siguranță. A fost membru al clerului Marelui Palat Imperial, apoi protopop căsătorit în clerul Imperiului de la Niceea. S-a călugărit după ce a rămas văduv. În ciuda educației sale precare, s-a făcut remarcat prin evlavie și prin moravurile respectabile. Avea un caracter blând și era prietenos și serviabil, dar nu avea o cultură bogată.
A devenit mai întâi mitropolit al Efesului. După scurta păstorire a lui Metodie al II-lea (1240) și o perioadă de trei ani și jumătate de vacanță a tronului patriarhal, datorită faptului că împăratul Ioan Vatatzis nu a putut găsi un candidat potrivit, a fost ales patriarh în 1243 și a preluat funcția în 1244. Educația sa precar a ieșit în evidență în momentul întronizării atunci când, potrivit lui Akropolites, „nu a înțeles sensul a ceea ce a citit”. Manuil a ocupat scaunul patriarhal timp de aproximativ 11 ani (sau, potrivit Protrepticonului, până la 14 ani). S-a remarcat în perioada păstoririi sale prin moderația și prudența de care a dat dovadă atât în gestionarea afacerilor interne ale patriarhiei, cât și în relațiile cu papa de la Roma. Aceste calități pot fi observate în hotărârile sinodale cu privire la alegerea arhiereilor, folosirea antimisului, atribuțiile acordate sinoadelor locale etc. A emis trei decrete sinodale (Sententiae Synodales) care apar în Ius Graeca-Romanum a lui Leunclavius, dintre care unul este datat 1250.
Se menționează că în anii 1247 și 1249 a primit călugări franciscani, trimiși ai papei Inocențiu al IV-lea. În 1247 a intrat în contact cu Lorenzo, un călugăr franciscan trimis ca legat papal la Constantinopol, iar în 1249 a avut discuții cu Giovanni da Parma, ministru general al aceluiași ordin. El a negociat unirea bisericilor cu condiția predării rămășițelor Imperiului Latin împăratului Ioan al III-lea Vatatzis, dar în ciuda trimiterii la papă a doi seniori greci și a doi episcopi, negocierile au rămas fără urmări. Patriarhul s-a bucurat însă de o oarecare influență asupra împăratului, ceea ce i-a permis să realizeze în 1254 eliberarea din arest a aristocratului Mihail Paleologul, viitorului împărat Mihail al VIII-lea, acuzat că plănuia un complot pentru a urca pe tron.
Manuil al II-lea a murit în anul 1254, înainte de 3 noiembrie (data morții lui Ioannis Vatatzis).